# Clostridium stercorarium
Il Clostridium stercorarium è una specie di batterio appartenente alla famiglia delle Clostridiaceae.